# Sauromalus hispidus
Sauromalus hispidus là một loài thằn lằn thuộc chi Iguanidae bản địa Isla Ángel de la Guarda trong vịnh California. Loài này đã được người Seri du nhập đến những đảo khác như một nguồn thức ăn tiềm năng.

## Tên gọi
Tên chi, Sauromalus, là sự kết hợp của hai từ tiếng Hy Lạp cổ: σαῦρος (sauros), nghĩa là "thằn lằn", và ομαλυς (omalus) nghĩa là "dẹp". Tên loài, hispidus là một từ tiếng Latinh nghĩa là "sần sùi" hay "gai góc".

## Mô tả
S. hispidus là loài lớn thứ nhì trong chi Sauromalus, với tổng chiều dài cơ thể đạt 64 cm (25 in) gồm cả đuôi, và nặng đến 1,4 kg (3,1 lb). Đây được coi là một loài khổng lồ, vì chúng lớn hơn các họ hàng trên đất liền từ hai đến ba lần. Cơ thể nó có màu nâu đậm với những mảng màu đen.

## Phân bố
S. hispidus đặc hữu Isla Ángel de la Guarda và 10 đảo nhỏ hơn trong vịnh California.

## Hành vi và sinh sản
Chúng vô hại đối với con người, và thường chạy trốn mọi kẻ thù tiềm năng. Khi hoảng sợ, chúng phình to phổi ra, mở rộng cơ thể, và rút vào một kẽ đá nào đó.
Các con đực có thể tạo lập một hệ thống cấp bậc, trong đó con đực lớn thống trị những con đực nhỏ hơn trong lãnh thổ của nó. Loài này biết bảo vệ lãnh thổ và giao tiếp với nhau bằng cả màu sắc và cử chỉ, như gật đầu và đóng mở miệng.
Chúng là động vật sống ban ngày, và dành hầu hết thời gian buổi sáng và các ngày mùa đông để tắm nắng. Chúng thích nghi tốt với điều kiện sa mạc; vẫn hoạt động ở nhiệt độ 102 °F (39 °C).
Mùa giao phối kéo dài từ tháng 3 đến tháng 7, con cái đẻ từ 5 đến 16 trứng vào khoảng tháng 6 đến tháng 8. Trứng nở vào cuối tháng 11. S. hispidus có thể sống đến 25 năm.

## Chế độ ăn
Chúng ưa thích những nơi nhiều đá với nhiều hang hốc để có thể dễ dàng lẫn trốn khi bị đe dọa. Nơi chúng sống thường mọc các loài cây như Cylindropuntia và Cylindropuntia. Đây cũng là nguồn thức ăn chính cho loài ăn thực vật này. Chúng ăn lá, trái cây, và hoa; côn trùng cũng là một nguồn thức ăn phụ.

## Tác động với con người
Người Seri xem S. hispidus là một nguồn thức ăn quan trọng. Một số loài được lai giống với Sauromalus varius và đưa đến đa số các đảo ở Bahia de los Angeles: Isla San Lorenzo Norte, Isla San Lorenzo Sur, và Tiburón như thức ăn dự trữ khi cần thiết. Điều này xảy ra trước khi người châu Âu đặt chân lên châu Mỹ và quần thể trên các đảo kia đã biến mất. Nhưng những năm gần đây, chúng lại được đưa đến các đảo như một cách hợp pháp để tạo nên những quần thể động vật cảnh.